# Krakovany, Piešťany
Krakovany este o comună slovacă, aflată în districtul Piešťany din regiunea Trnava. Localitatea se află la altitudinea de 165 m deasupra n.m., se întinde pe o suprafață de 9,82 km2 și în 2017 număra 1.445 de locuitori.

## Istoric
Localitatea Krakovany este atestată documentar din 1113.

## Demografie
| An:                | 1994 | 2004   | 2014   | 2024   |
| ------------------ | ---- | ------ | ------ | ------ |
| Număr de persoane: | 1351 | 1343   | 1447   | 1444   |
| Diferență:         |      | −0,59% | +7,74% | −0,20% |

| An:                | 2023 | 2024   |
| ------------------ | ---- | ------ |
| Număr de persoane: | 1446 | 1444   |
| Diferență:         |      | −0,13% |